# Cajuzinho

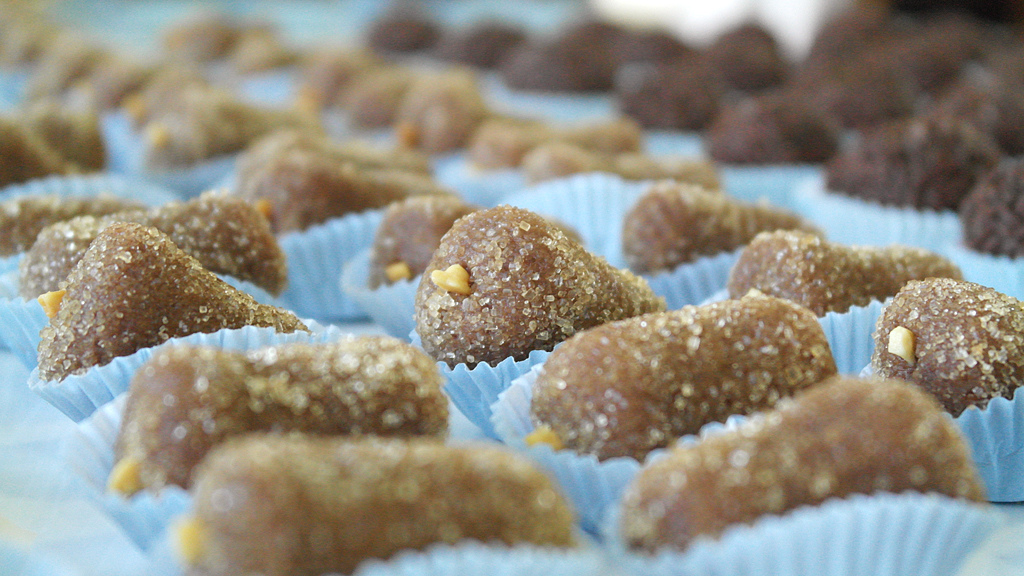
Cajuzinho de amendoim

Cajuzinho es un dulce brasileño hecho de maní, común en fiestas de cumpleaños.
En el Sur, Centro-Oeste, y en el Sudeste de Brasil, el dulce es preparado con una masa de maní torrado y molido, sin piel, más leche condensada y margarina. Después, es enrollado y moldeado en la forma de un cajú en miniatura, muchas veces con una castaña en la base para simular la fruta, y finalmente envuelto en azúcar (cristal o afinado).
En estados del Norte y Nordeste, sin embargo, la masa es hecha con pulpa del propio cajú, adquiriendo un gusto completamente distinto. Hace algún tiempo que el dulce tal como se prepara en las regiones Sur y Sudeste de Brasil se popularizó también en los estados de la región Nordeste, pero en el lugar de la castaña, se prefiere usar un maní torrado. Ya en el Distrito Federal el dulce es preparado con maní torrado y molído sin piel, más leche condensada y chocolate en polvo dándole un color mucho más oscuro y un sabor marcado manteniendo el mismo formato de los otros con el maní en el tope.
Es usualmente servido en pequeños moldes de papel corrugado.